# 山本真央 (ミュージシャン)
山本 真央（やまもと まお、1990年1月29日 - ）は、日本のミュージシャン、キーボーディスト、作曲家、編曲家。男性。
東京都出身。クレジット名はMao。2005年からLIGHT BRINGERでキーボードを担当。現在は作編曲家兼キーボードプレイヤーとして活動し、劇伴やゲーム音楽などの作曲・アレンジ、アーティストのレコーディングやライブサポートを行っている。血液型はO型。

## 来歴
- 幼少期よりピアノを始める。
- 2005年よりロックバンド LIGHT BRINGER でキーボードを担当する。
- 2011年 キングレコード NEXUSレーベル からメジャーデビュー。
- 2012年 国立音楽大学卒業。
- 2014年11月 長年活動を続けたLIGHT BRINGERは、無期限活動休止を宣言した。 その後、ライブサポートや作曲家としての活動を行っている。
- 2016年よりFukiのソロプロジェクトFuki Communeでは楽曲提供を行っている。
- 2022年よりMYTH & ROIDのライブサポートとしての活動を行っている。

## 音楽性
- ピアノを使ったアレンジを得意とし、ロック、コンテンポラリー両方のセンスを活かした作品に定評がある。[2]
- 中学、高校時代は吹奏楽部に入部し、トロンボーンや鍵盤を担当していた。
- 大学時代は国立音楽大学の音楽文化デザイン学科に在籍し、楽器のみならずコンピュータや映像を取り入れた作品を創作するなど、新たな音楽の表現を追求をする。
- 吹奏楽作品も手がけており、朝日作曲賞では最終選考まで残った経験がある。[3]
- テクニカルなリードソロやピアノのプレイが多く、LIGHT BRINGERのサウンド面においても重要な存在であった。[4]
- LIGHT BRINGER時代の作曲手法は、それぞれのパートにメンバーのアイディアを入れて作曲するアプローチをしていた。[5]

## 人物・エピソード
- 中学生の時から部活の先輩でもある影山瑛一（Kage）とドラムとキーボードだけのライブを行っており、偶然そのライブ会場に来ていたFukiに誘われ、LIGHT BRINGERの母体となるバンドに加入した。[6]  2人でSEX MACHINEGUNSのカバーなどを演奏しているのを見て声をかけたという。
- 2015年BURRN!4月号 読者投稿ランキング/キーボード部門にて5位にランクインする。[7]

## 作品

### テレビ
| 放送年 | 番組名                                                                                         | 担当                                                                               |
| ------ | ---------------------------------------------------------------------------------------------- | ---------------------------------------------------------------------------------- |
| 2010年 | 日本テレビ 「左目探偵EYE」 第4話                                                               | 第4話、作中曲「Sharp Bone」を提供 ドラマ中の演奏でもキーボードにて参加をしている。 |
| 2014年 | TVアニメ 「シドニアの騎士」                                                                    | サウンドトラック レコーディング。 トランスクリプションを担当。                     |
| 2014年 | テレビ朝日 「モーニングバード」                                                                | 「とりたま」のコーナーBGMを作曲。                                                  |
| 2016年 | TVアニメ「怪盗ジョーカー シーズン3 」                                                          | ED主題歌「輝く夜へようこそ！」作曲・編曲                                           |
| 2017年 | TVアニメ「アトム ザ・ビギニング」                                                              | サウンドトラック レコーディング                                                    |
| 2017年 | AbemaTV「エンタメサンデー」                                                                    | 番組内BGM 作曲                                                                     |
| 2018年 | TVアニメ「ポチっと発明 ピカちんキット」                                                        | BGM編曲                                                                            |
| 2019年 | TVアニメ「ゾイドワイルド」                                                                     | BGM編曲                                                                            |
| 2020年 | TVアニメ「トミカ絆合体アースグランナー」                                                       | BGM作曲（作曲ユニット「兎と馬」名義）                                              |
| 2021年 | TVアニメ「マジカパーティ」                                                                     | BGM作曲（作曲ユニット「兎と馬」名義）                                              |
| 2021年 | TVアニメ「ぶらどらぶ」                                                                         | OP主題歌「Winds Of Transylvania」共作曲・共編曲                                    |
| 2022年 | TVアニメ「錆色のアーマ」                                                                       | OP主題歌「Faith」作曲・編曲                                                        |
| 2022年 | TVアニメ「勇者、辞めます」                                                                     | OP主題歌「BROKEN IDENTITY」作曲・編曲                                              |
| 2023年 | TVアニメ「私の推しは悪役令嬢。」                                                               | BGM作曲（作曲ユニット「兎と馬」名義）                                              |
| 2023年 | 特撮TVドラマ「ドゲンジャーズ メトロポリス」                                                    | OP主題歌「メトロポリス!ドゲンジャーズ!」編曲）                                     |
| 2024年 | TVアニメ「最強タンクの迷宮攻略〜体力9999のレアスキル持ちタンク、勇者パーティーを追放される〜」 | BGM作曲（「Mao Yamamoto」名義 音楽（劇伴）担当）                                   |

### バンド・アーティスト
| 年月           | バンド・アーティスト       | タイトル | 担当                                   |
| -------------- | -------------------------- | --- | -------------------------------------- |
| 2014年4月9日   | Gacharic Spin              | アルバム「WINNER」より「もし世界を敵にまわしても」 | 作曲                                   |
| 2014年8月20日  | Mary's Blood               | アルバム「Countdown to Evolution」より「Black ★ Cat」 | レコーディング                         |
| 2015年8月12日  | Nozomu Wakai's DESTINIA    | アルバム「Anecdote of the Queens」 | レコーディング                         |
| 2015年8月26日  | Zwei                       | アルバム「NEO MASQUE」より「DEVLARATION」「H-A-R-D-E-R」 | レコーディング                         |
| 2016年6月22日  | Fuki Commune               | アルバム「Welcome!」より 「Welcome to my dream -Instrumental-」 「月が満ちる前に」 「輝く夜へようこそ！」 「I'll never let you down!」 「僕が生きる世界」 「青い季節に」(イケメン頂上決定戦2017 ～イケメンシリーズ総選挙～ テーマ曲) 「Liberator」 「未来」 「Sail on my love」 | 作曲、編曲、レコーディング             |
| 2016年3月22日  | Fuki                       | シングル 「ログアウトしないで！」より 「Start Dash」 | 作曲、レコーディング                   |
| 2017年10月25日 | LOVEBITES                  | アルバム「AWAKENING FROM ABYSS」より 「The Hammer Of Wrath」 「Burden Of Time」 「The Apocalypse」 「Don't Bite The Dust」 「Edge Of The World」 | 作曲(共作曲含む)、編曲、レコーディング |
| 2018年12月5日  | LOVEBITES                  | アルバム「CLOCKWORK IMMORTALITY」より 「M.D.O.」 「JOURNEY TO THE OTHERSIDE」 「THE FINAL COLLISION」 「WE THE UNITED」 「EPILOGUE」 | 作曲(共作曲含む)、編曲、レコーディング |
| 2019年3月13日  | 江口拓也 山上佳之介        | アルバム「TV アニメーションW`z《ウィズ》キャラクターソング・アルバム」より 「a pile of stars」 | 作曲                                   |
| 2019年5月22日  | Mardelas                   | アルバム「Ground ZERO」より 「Time of Tribulation」 「Apocalypse」 「Cleopatra」 「Outsider」 「Redline」 「Coma」 | レコーディング                         |
| 2019年6月12日  | Fuki                       | アルバム「Million Scarlets」より 「題名-Album ver.-」 「Bloody Rain」 「君の居ない世界」 「Habitable Planet」 「Zinger Ringer Gang Love」 「R のない月の恋はよくな」 | 作曲                                   |
| 2020年1月29日  | LOVEBITES                  | アルバム「ELECTRIC PENTAGRAM」より 「THUNDER VENGEANCE」 「HOLY WAR」 「GOLDEN DESTINATION」 「A FROZEN SERENADE」 「DANCING WITH THE DEVIL」 「THE UNBROKEN」 | 作曲(共作曲含む)、編曲、レコーディング |
| 2020年3月25日  | Kis-My-Ft2                 | アルバム「To-y2」より 「"9th" Overture」 | 作曲(共編曲)                           |
| 2021年3月10日  | GRANRODEO                  | ミニアルバム「僕たちの群像」より 「オレンジピール」 「その愛と死を」 | レコーディング                         |
| 2021年3月10日  | LOVEBITES                  | アルバム「GLORY, GLORY, TO THE WORLD」より 「GLORY TO THE WORLD」 「WINDS OF TRANSYLVANIA」 | 共作曲                                 |
| 2021年4月14日  | 金元寿子                   | アルバム「アニメ「幼女社長」キャラクターソング［カンパイッ!］おーぷにんぐ」より 「常勝<INPUT>」 「せーのでバイバイ!」 | 作曲、編曲                             |
| 2021年3月10日  | ヒメヒナ                   | アルバム「希織歌」より 「ボクラハ&ナイデ」 | 作曲、編曲                             |
| 2022年3月9日   | 佐藤大樹 増田俊樹 佐藤流司 | シングル「錆色のアーマ-黎明- OP主題歌［Faith］」より 「Faith」 | 作曲、編曲                             |
| 2022年1月26日  | THE LAST METAL             | シングル「Welcome to the Deadlight City」 | レコーディング・実写版MV参加           |
| 2022年3月23日  | GRANRODEO                  | アルバム「QUESTION」より 「Question Time」 「時計回りのトルク」 「恋はハチャメチャ」 | レコーディング                         |
| 2022年3月30日  | vistlip                    | アルバム「M.E.T.A」より BGM 「METAFICTION」 「ENTRY MODEL」 「アンサンブル」 「RED LIST [Extend Song]」 | ピアノアレンジ                         |
| 2022年6月1日   | 鈴木みのり                 | シングル［6th］「BROKEN IDENTITY」 | 作編曲                                 |
| 2022年6月22日  | Lonesome_Blue              | EP［1st］「First Utterance」 | 共作編曲                               |
| 2022年12月21日 | Lonesome_Blue              | アルバム「Second To None」 「Face The Fear」 「Body Rock」 「It's My Time!」 「Mine」 「Superhero」 「Aurora」 「Blind In The Chaos」 「Rising Up For Gloria」 | 作曲                                   |
| 2023年2月2日   | LOVEBITES                  | アルバム「JUDGEMENT DAY」 「We Are the Resurrection」 「Judgement Day」 「The Spirit Lives On」 「Victim of Time」 「My Orion」 「Dissonance」 | 共作曲                                 |
| 2023年8月30日  | GRANRODEO                  | 「どこかで知った偶然と」 | レコーディング                         |
| 2023年12月20日 | 其原有沙                   | アルバム「phosphorus」 「僕らの夏の夢（cover）」 | 編曲                                   |
| 2023年12月20日 | East Of Eden               | アルバム「Forbidden Fruit -1st piece-」」 East Of Eden + Mao 名義 | 全曲共作曲                             |

### ゲーム
| ゲームタイトル                                    | タイトル                  | 担当       |
| ------------------------------------------------- | ------------------------- | ---------- |
| イケメンシリーズ「イケメン革命 アリスと恋の魔法」 | 主題歌「月が満ちる前に」  | 作曲・編曲 |
| Liber_7 永劫の終りを待つ君へ                      | 主題歌 「Liberator」      | 作曲・編曲 |
| プロ野球 ファミスタ 2020                          | 主題歌 「GREAT BASEBALL」 | 編曲       |
| ニンジャラ                                        | カートゥーンアニメBGM     | 作曲       |
| WAR OF BRAINS                                     | ゲーム内BGM               | 作曲       |

### 舞台
| 上演作品                                | 劇団名                                       | 担当                                                  | 上演期間               |
| --------------------------------------- | -------------------------------------------- | ----------------------------------------------------- | ---------------------- |
| 陽炎                                    | 劇団アルファー                               | 音楽                                                  | 2012年8月2日～8月6日   |
| 雨情・慕情 下総のお吉                   | 劇団「座・劇列車」                           | 音楽                                                  | 2013年2月2日           |
| 日本三文オペラ                          | 劇団アルファー                               | 音楽                                                  | 2013年4月6日～4月9日   |
| 舞台版『天誅』                          | 企画演劇集団ボクラ団義                       | プロモーションユニット「天誅娘☆てんむす」楽曲アレンジ | 2014年5月7日 ～5月11日 |
| ベニクラゲマン 実験都市マーベラスの逆襲 | X-QUEST                                      | レコーディング                                        | 2014年6月11日〜6月22日 |
| 紅蓮、ふたたび                          | 企画演劇集団ボクラ団義                       | レコーディング                                        | 2014年8月10日〜8月19日 |
| ブンナよ、木からおりてこい              | 劇団「座・劇列車」                           | 音楽                                                  | 2014年12月14日         |
| 櫻の國の傳説                            | 劇団アルファー                               | 音楽                                                  | 2015年4月1日～4月5日   |
| 南の島に雪が降る                        | 劇団アルファー                               | 音楽                                                  | 2015年8月12日～8月16日 |
| -2011・3・11- ふるさとは今もかわらず    | 劇団アルファー                               | 音楽                                                  | 2016年3月31日～4月3日  |
| G-boys ＆ B-girls                       | 劇団アルファー                               | 音楽                                                  | 2016年8月24日～8月28日 |
| ノンセクトラジカル1970そして            | 劇団アルファー                               | 音楽                                                  | 2017年3月22日～3月26日 |
| 葬送狂奏曲                              | ぱるエンタープライズ・劇団アルファー合同公演 | 音楽                                                  | 2017年8月2日～8月6日   |
| 龍馬とryoma                             | 劇団アルファー                               | 音楽                                                  | 2018年3月29日～4月1日  |
| 5.5合目の海                             | ぱるエンタープライズ・劇団アルファー合同公演 | 音楽                                                  | 2018年9月12日～9月17日 |
| TOKYOせんちめんたるジャーニー           | 劇団アルファー                               | 音楽                                                  | 2019年8月27日～9月1日  |
| 東京大空襲 下町炎上                     | 藤井組＋Naughty Blossom                      | 音楽監督                                              | 2019年3月5日～3月10日  |
| My life Your life ~人生いろいろ~        | 劇団アルファー創立20周年記念公演             | 音楽                                                  | 2021年4月2日～4月11日  |
| 陰陽おとぎ草子                          | I'AM 公演                                    | 音楽                                                  | 2021年7月8日～7月11日  |
| want to meet!                           | 劇団アルファー創立20周年記念公演             | 音楽                                                  | 2021年7月28日～8月1日  |
| OLDER PERSON & CAT'S                    | 劇団アルファー                               | 音楽                                                  | 2022年2月23日～2月27日 |
| 櫻の國の傳説                            | 劇団アルファー                               | 音楽                                                  | 2022年4月20日～4月24日 |

## ライブサポート
- 2010年　『さかもとえいぞう -METAL ANIMATION 2-』 にサポートメンバーとして出演。 
さかもと えいぞう（Vo）/ masa（Dr）/  Hibiki（Ba）/ 中村天佑（Gt）/ Mao（Key）
- 2012年　PRETTY MAIDS 東京来日公演オープニングアクトに ARK STORM の YUHKI の代役として出演。
- 2014年より作曲家 朝倉紀行 プロデュースによる 柏野昌俊 のサポートメンバーとして活動。
- 2014年　小野友樹 のライブイベント 『1st LIVE〜三十路へのプレリュード〜』 にミソプレバンドとして出演。
- 2015年　Nozomu Wakai's DESTINIA　ワンマンライブ 『a LIVE for a Requiem』 に出演。
若井望（Gt）/ ロブ・ロック（Vo）/ Fuki（Vo）/ 榊原ゆい（Vo）/ 小野正利（Vo）/ 寺沢功一（Ba）/ 宮脇“JOE”知史（Dr）/ Mao（Key）/ 小松優也（Gt）
- 2015年　『u-ya asaoka 11th ALBUM 「Show must go on」 TOUR 2015』にツアーメンバーとして出演。
- 2015年　新木場Studio Coast で行われたライブイベント 『DESTINY CALLING Vol.1 ‐アニソン meets ロック !!!』 に GLORIOUS のメンバーとして出演。 
GLORIOUS：長谷川淳（Ba）/ 青山英樹（Dr）/ 若井望（Gt）/ Mao（Key）
NoB / YOFFY （サイキックラバー） /  Fuki / 米倉千尋 のバックバンドを務めた。
- 2016年　『RISING MOON TOUR2016』 に RISING MOON BAND のメンバーとして出演。 
瀧田イサム（Bs）/ 長井"VAL"一郎（Dr）/ YU-ICHI（Gt）/ Mao（Key）
- 2016年 ISAO率いるSpark7に出演。
ISAO（Gt）/ SIN（Gt）/ Mao（Key）/ 坂本尭之（Ba）/ YUKI（Dr）
- 2016年　10月7日　田口囁一（漫画家・作曲家）を中心としたバンド「感傷ベクトル」のサポートキーボードとしてライブ出演。
- 2016年　11月19日　Fuki Communeのサポートキーボードとして、マレーシアで行われた「J POP Signature IN KL 2016」に出演。
- 2016年　11月25日～27日　Fuki Communeのサポートキーボードとして、イギリスで行われた「HYPER JAPAN Christmas Market2016」に出演。
- 2018年　瀧田イサムのソロツアー『RISING MOON TOUR 2018 "CRESCENT"』にRISING MOON BAND のメンバーとして出演。
- 2019年　名古屋、大阪、東京の3箇所で行われたMardelas『Ground ZERO』のリリースツアーにツアーメンバーとして出演。
- 2019年　10月4日～6日にイギリス・ロンドンで開催されたMetal MatsuriにMardelasのサポートキーボードとして出演。
- 2019年　11月14日から16日までサウジアラビアで開催されたSAUDI ANIME EXPO 2019にLinked Horizonのサポートキーボードとして出演。
- 2020年　11月28日に行われたギタリストISAOの20周年記念コンサートSymphonic Spark7にピアニストとして出演。
- 2020年　11月29日ブルーノート東京で生中継ライブGRANRODEO 「Live Session “Rodeo Note” vol.1」にサポートキーボードとして出演。
CS放送フジテレビTWO/TWOsmartで無観客生中継された。
- 2022年　5月より松本梨香の新バンド「祭火」のメンバーとして活動。東京を始め、2023年2月に新潟県糸魚川での単独公演を行う。江頭美智留が脚本を手掛ける舞台「～I am me～」の大阪・東京・成田公演では、祭火バンドとして出演
- 2022年　11月5日代官山UNITで行われたMYTH & ROID 「MYTH & ROID One Man Live 2022 "deeper and closer"」にサポートキーボードとして出演。
- 2023年　3月5日〜3月31日まで全国５箇所を巡り、東京公演ファイナルは池袋harevutaiで行われたMYTH & ROID 「MYTH & ROID One Man Live 2023 "deeper and closer" 追加公演 TOUR"」に全公演サポートキーボードとして出演。
- 2023年　9月29日〜11月12日まで全国６箇所を巡り、東京公演ファイナルはSpotify O-WESTで行われたMYTH & ROID 「MYTH & ROID One Man Live 2023 Autumn Tour "AZUL""」に全公演サポートキーボードとして出演。
- 2023年10月に豊洲PITで開催された「HIGHWAY STAR PARTY 2023」にハウスバンドメンバーとして出演。JAM Project、米倉千尋、影山ヒロノブなどのバックバンドを務めた。

## 関連書籍
- キーボード・マガジン 2015年4月号 SPRING　ディスクレビュー掲載
- キーボード・マガジン 2015年1月号 WINTER　キーボード・マガジン注目プレイヤー 推し鍵で紹介された。